# Alexandre-Étienne Choron (Musiker)

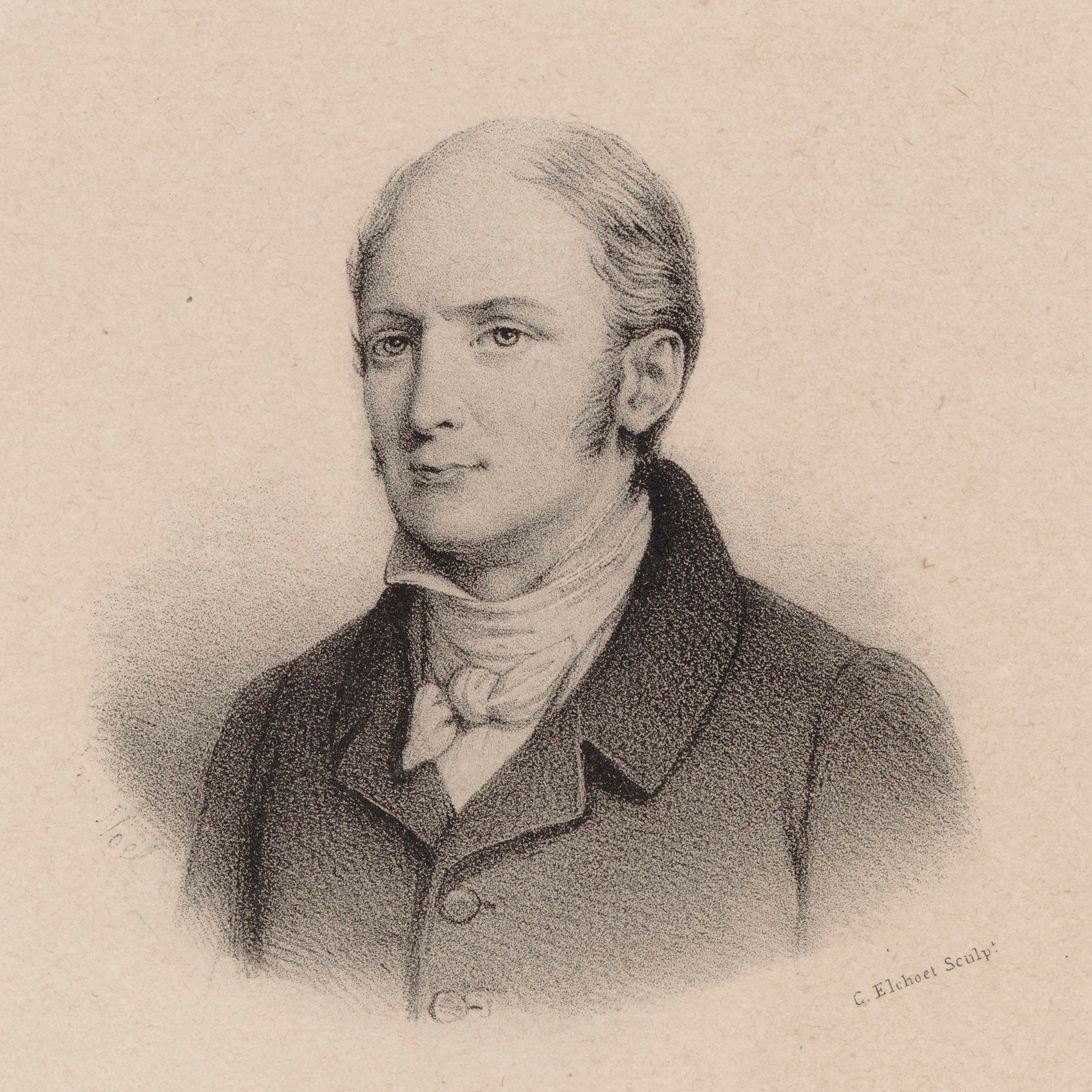
Alexandre-Étienne Choron

Alexandre-Étienne Choron (* 21. Oktober 1771 in Caen; † 29. Juni 1834 in Paris) war ein französischer Musikpädagoge, Musikwissenschaftler, Komponist und Verleger.

## Leben
Choron studierte am Jesuitenkolleg von Juilly und an der École des Mines. Gaspard Monge holte ihn 1795 als Lehrer für darstellende Geometrie an die von ihm gegründete École polytechnique. Daneben nahm er Musikunterricht bei Abbé Nicolas Roze.
Mit dem Verleger Leduc gab er ab 1805 eine große Anzahl von Werken italienischer Komponisten wie Palestrina, Jommelli und Sabbatini heraus. Mit François Fayolle veröffentlichte er 1810–11 ein Musiklexikon „Dictionnaire historique des musiciens, artistes et amateurs“, das bis heute als Standardwerk gilt.
Als Komponist schrieb er vor allem Kirchenmusik und Romanzen.
1811 wurde er vom Kultusministerium als Directeur de la musique des fêtes religieuses mit der Reorganisation der Kirchenmusik beauftragt. 1816 leitete er für kurze Zeit die Pariser Oper, bevor er die Institution royale de musique classique et religieuse gründete, an der neben den klassischen Bildungsfächern Musiktheorie, Gesang und Instrumentalmusik unterrichtet wurde. Aus dieser Musikschule ging eine ganze Generation französischer Musiker hervor, darunter die Sänger François Delsartre, Gilbert Duprez, Rosine Stoltz, Clara Novello und Pierre Wartel, der Organist und Komponist Hippolyte Monpou, der Dirigent und Komponist Pierre-Louis Dietsch, der Musikwissenschaftler Adrien de La Fage, der Musikkritiker Paul Scudo, der Kontrabassist Nicolas Labro, der Kirchenmusiker Xavier Croizier und die Schauspielerin Rachel.
Nach der Julirevolution von 1830 wurde die finanzielle Förderung der Institution drastisch gekürzt, was zu ihrem Niedergang führte. Nach Chorons Tod leitete sein Schwiegersohn Stéphane Nicou-Choron die Schule, bis sie 1835 endgültig geschlossen wurde. 1853 nahm Louis Niedermeyer Chorons Projekt mit der Gründung der École de musique classique et religieuse wieder auf, die als École Niedermeyer bekannt wurde.

## Schriften
- Méthode d’instruction primaire pour apprendre à lire et à écrire, 1800
- Principes d’accompagnement des écoles d’Italie, [1804]
- Principes de composition des écoles d’Italie, 1808
- Méthode comparée de musique et de plain-chant, 1811.
- Dictionaire Historique des Musiciens, Paris 1810–11; gemeinsam mit François Joseph Fayolle
- Manuel complet de musique vocale et instrumentale, 1836–38; gemeinsam mit J. Adrien de La Fage